# Västernäs, Norrtälje kommun
Västernäs är en ny bebyggelse vid vattnet på södra delen av Rådmansö i Norrtälje kommun. Vid SCB;s ortsavgränsning 2020 klassades bebyggelsen som en småort.